# Nikolaus Wolf
Nikolaus Wolf (* 22. September 1973 in Miltenberg) ist ein deutscher Wirtschaftshistoriker.

## Leben
Nach dem Abitur 1993 am Johannes Butzbach Gymnasium Miltenberg studierte er von 1994 bis 2001 Wirtschaftswissenschaften und Geschichte an der Albert-Ludwigs-Universität Freiburg, Universität Danzig, HU Berlin (Diplom-Volkswirt 2000) und FU Berlin (MA in Moderner Geschichte 2001). Promotion 2003 in Wirtschaftsgeschichte bei Albrecht Ritschl an der Humboldt-Universität Berlin. Anschließend Positionen an der London School of Economics, Freien Universität Berlin und der University of Warwick. Seit 2010 ist er Professor für Volkswirtschaftslehre und Wirtschaftsgeschichte an der HU Berlin.

## Schriften (Auswahl)
- Was Germany ever united? Evidence from Intra- and International Trade, 1885–1933. The Journal of Economic History Vol. 69, No. 3 (Sep., 2009), pp. 846–881 (https://doi.org/10.1017/S0022050709001144)
- Europe’s Great Depression: coordination failure after the First World War. Oxford Review of Economic Policy, Volume 26, Issue 3, Autumn 2010, Pages 339–369, (https://doi.org/10.1093/oxrep/grq022)
- The Economics of Density: Evidence from the Berlin Wall. Econometrica, Volume 83 (6), pp. 2127–2189, mit G. Ahlfeld, S. Redding, und D. Sturm (https://doi.org/10.3982/ECTA10876)
- The Economic Development of Europe’s Regions: A Quantitative History Since 1900 (Routledge Explorations in Economic History). Routledge (2019), mit Joan R. Rosés (https://doi.org/10.4324/9780429449789)
- Weber Revisited: The Protestant Ethic and the Spirit of Nationalism. The Journal of Economic History Vol. 80, No. 3 (Sep., 2020), pp. 710 - 745, mit F. Kersting und I. Wohnsiedler (https://doi.org/10.1017/S0022050720000364).
- An Economic History of the First German Unification (Routledge Explorations in Economic History). Routledge (2023), mit Ulrich Pfister (https://doi.org/10.4324/9781003283430).
- Testing Marx. Capital Accumulation, Income Inequality, and Socialism in Late Nineteenth-Century Germany, mit C. Bartels und F. Kersting, Review of Economics and Statistics (forthcoming, https://doi.org/10.1162/rest_a_01305)

## Auszeichnungen
- 2005: Gino-Luzzatto-Prize for the best Dissertation in European Economic History 2003-2005, awarded by the European Historical Economics Society
- 2008: CESifo Prize in Global Economy - Distinguished CESifo Affiliate
- 2018: Frisch-Medaille